# Jagadish Yadav

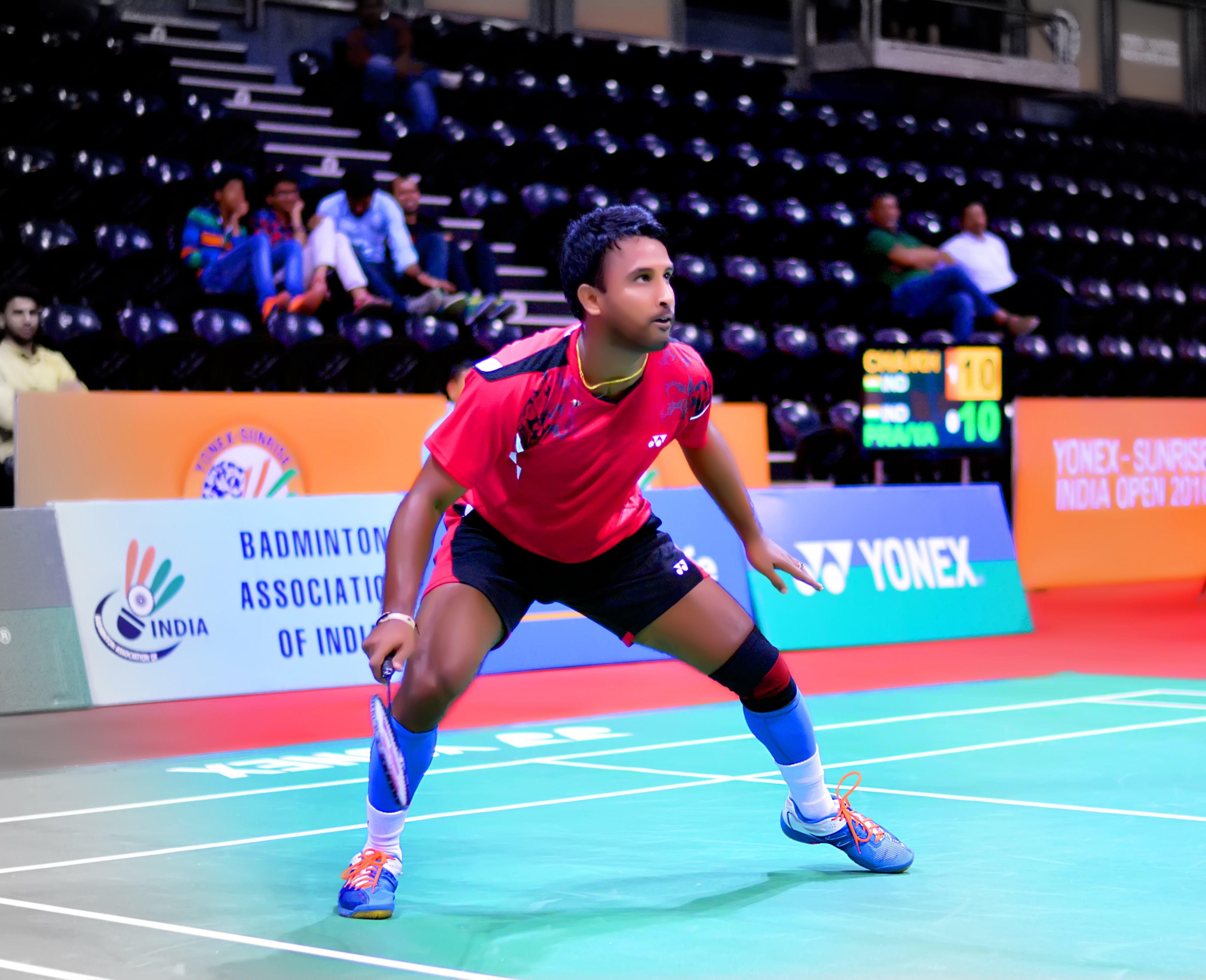
Jagadish Yadav

Jagadish Yadav Kenchappa (* 26. August 1985, auch Jagadish Yadav K.) ist ein indischer Badmintonspieler.

## Karriere
Jagadish Yadav gewann Gold bei den Jamaica Open 2017 und bei den Botswana International 2017. Bronze erkämpfte er bei den South Africa International und den Swedish Open 2018. Jagadish Yadav stand beim India Open Grand Prix Gold 2014 im Achtelfinale des Herrendoppels. Bei der India Super Series 2011, der India Super Series 2012, dem Malaysia Open Grand Prix Gold 2012, den Thailand Open 2012, dem India Open Grand Prix Gold 2012, der India Super Series 2013, dem Malaysia Open Grand Prix Gold 2013 und dem Malaysia Open Grand Prix Gold 2014 war jeweils eine Runde früher Endstation. Des Weiteren nahm er an den All England Championships in Birmingham teil.